# Salmo ischchan
Salmo ischchan är en fiskart som beskrevs av Kessler, 1877. Salmo ischchan ingår i släktet Salmo och familjen laxfiskar. Inga underarter finns listade i Catalogue of Life.